# Rapska plovidba
Rapska plovidba je hrvatska brodarska tvrtka sa sjedištem u Rabu.
Najvažnija djelatnost je održavanje trajektne linije Stinica - Mišnjak. Također tvrtka održava i brodsku liniju Rab - Lun. U svojoj djelatnosti Rapska plovidba d.d. ima dizalicu u luci Rab i suhu marinu u mjestu Palit udaljenu oko 600 m od luke Rab. U suhoj marini može se smjestiti više od 100 plovila.

## Brodovi
| Brod               | Godina izgradnje | Godina početka plovidbe za Rapsku plovidbu | broj putnika/automobila |
| ------------------ | ---------------- | ------------------------------------------ | ----------------------- |
| M/T Sveti Marin    | 2005.            | 2005.                                      | 250/50                  |
| M/T Barbat         | 2007.            | 2010.                                      | 400/63                  |
| M/T Četiri zvonika | 2016.            | 2018.                                      | 595/99                  |

Povučeni brodovi
| Brod                | Godina izgradnje | Godina početka plovidbe za Rapsku plovidbu | Godina prodaje | Stanje                                   |
| ------------------- | ---------------- | ------------------------------------------ | -------------- | ---------------------------------------- |
| M/T Jadranka        | 1955.            | 1973.                                      | 2004.          | Plovi za Šangulin d.o.o.                 |
| M/T Rabljanka       | 1955.            | 1979.                                      | 2006.          | Plovi za Tanker d.d.                     |
| M/T Otoci           | 1954.            | 1965.                                      | 2010.          | Plovi za Šangulin d.o.o.                 |
| M/T Rab             | 1993.            | 1993.                                      | 2018.          | Plovi za Šangulin d.o.o.                 |
| M/T Sveti Kristofor | 2003.            | 2003.                                      | 2021.          | Plovi za Jadroliniju kao M/T Otok Pašman |

## Vanjske poveznice
- Službena stranica Rapske plovidbe